# 316
316 (CCCXVI) var ett skottår som började en söndag i den julianska kalendern.

## Händelser

### Okänt datum
- Konstantin den store utfärdar ett edikt till förmån för slavar, där han förbjuder att de straffas genom korsfästning eller brännmärkning i ansiktet.
- December – Konstantin besegrar Licinius i slaget vid Mardia och erövrar en del av hans territorium.
- På uppmaning av den Romersk-katolska kyrkan försöker Konstantin göra slut på schismen med donatistkyrkan.
- Xiongnustammen plundrar den västkinesiska Jindynastins huvudstad Chang'an, varvid kejsar Jin Mindi kapitulerar. Därmed tar den västra Jindynastin slut.